# یارل مالمگرن
یارل مالمگرن (فنلاندی: Jarl Malmgren; ۱۲ سپتامبر ۱۹۰۸ – ۵ ژوئن ۱۹۴۲) بازیکن فوتبال اهل فنلاند بود.
از باشگاه‌هایی که در آن بازی کرده‌است می‌توان به باشگاه فوتبال اچ‌آی‌اف‌کی و باشگاه فوتبال واسا اشاره کرد.
وی همچنین در تیم ملی فوتبال فنلاند بازی کرده‌است.